# Nicky Hunt
Nicholas Brett "Nicky" Hunt (født 3. september 1983 i Westhoughton, England) er en engelsk fodboldspiller, der spiller som højre back hos Notts County. Han har tidligere spillet for blandt andet Bolton Wanderers, samt på lejebasis hos Birmingham City og Derby County.

## Landshold
Hunt har (pr. april 2018) endnu ikke optrådt for Englands A-landshold, men spillede mellem 2004 og 2005 10 kampe for landets U-21 hold.